# La Pared (Albacete)
La Pared es una localidad española perteneciente al municipio de Balsa de Ves, en la provincia de Albacete, dentro de la comunidad autónoma de Castilla-La Mancha.

## Demografía

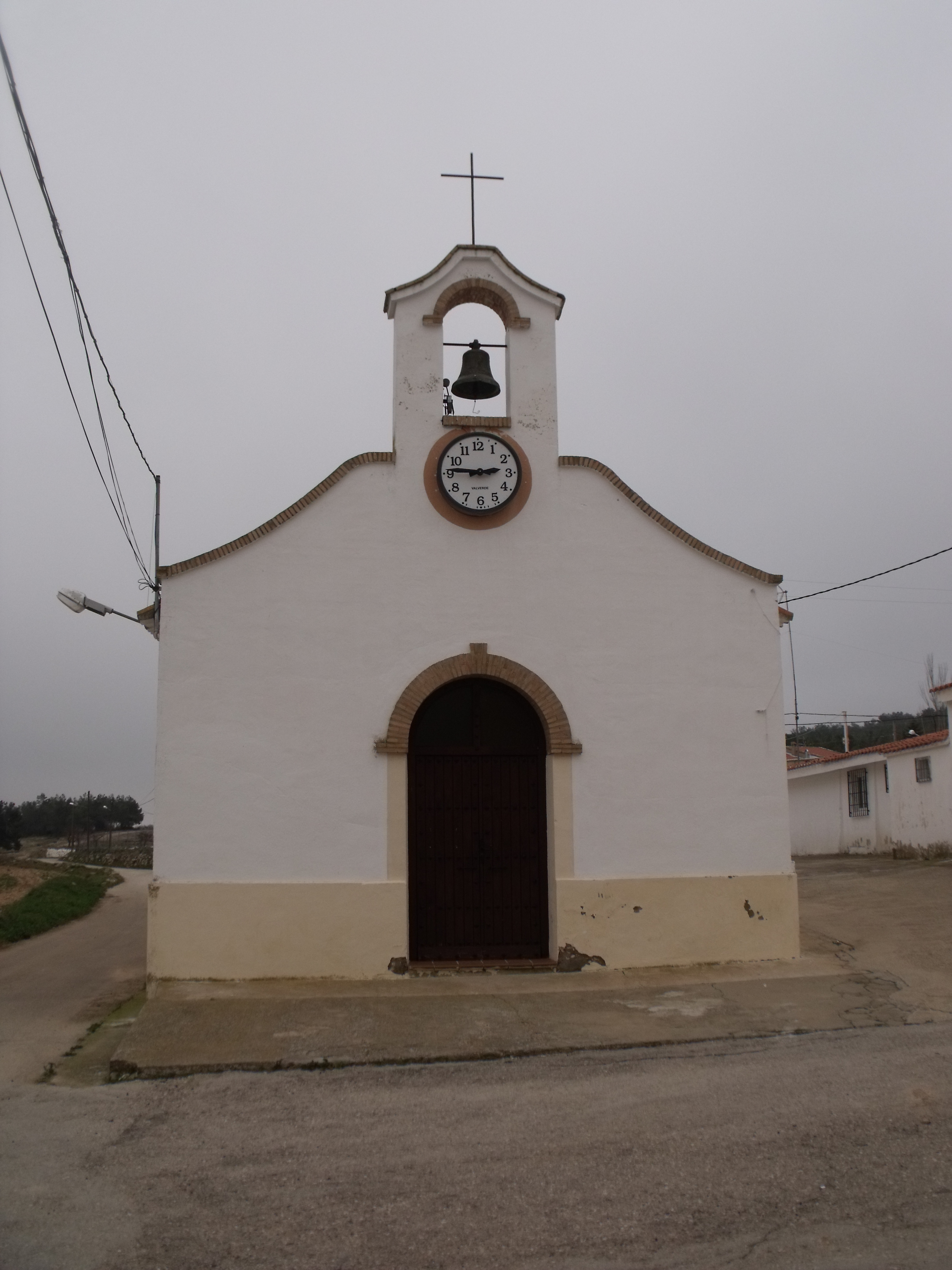
Ermita.

Evolución de la población
| Gráfica de evolución demográfica de La Pared (Albacete) entre 2000 y 2017 |
|                                                                           |
| Población de derecho (2000-2017) según el padrón municipal del INE        |